# لوبیشویتسه
لوبیشویتسه (به لاتین: Lubiszewice) یک روستا در لهستان است که در گمینا پوددنبیتسه واقع شده‌است.